# کوتووسکیه
کوتووسکیه (به لهستانی:  Kotowskie) یک روستا در لهستان است که در گمینا اوستژشوو واقع شده‌است.